# Woodiphora afrotropica
Woodiphora afrotropica är en tvåvingeart som beskrevs av Ronald Henry Lambert Disney 1985. Woodiphora afrotropica ingår i släktet Woodiphora och familjen puckelflugor.
Artens utbredningsområde är Elfenbenskusten. Inga underarter finns listade i Catalogue of Life.